# Роберто Баладо
Роберто Баладо на испански: Roberto Balado Méndez е кубински боксьор, Олимпийски шампион от Летните Олимпийскх игри в Барселона 1992 г. Трикратен Световен шампион в тежка категория при аматьорите, веднъж е шампион на Панамериканските игри през 1991 г.
Като боксьор, Баладо не притежава много силен удар и голяма физическа мощ, но това той компенсира с изключителна скорост на удара, отлично чувство за дистанция и техника.
Спортната му кариера още не е завършена, когато загива нелепо при инцидент, когато неговият автомобил е ударен от влакова композиция на прелез в Хавана на 2 юли 1994 г.